# 서정숙
서정숙(徐正淑, 1953년 2월 18일~)은 대한민국의 약사 출신 정치인으로, 제21대 국회의원이다. 대구광역시 중구 출생이다.

## 학력
- 1956~1961: 대구수창국민학교 졸업
- 1961~1964: 경북대학교 사범대학 부설중학교 졸업
- 1967~1970: 경북여자고등학교 졸업
- 1970~1974: 이화여자대학교 약학 학사
- 2004~2009: 중앙대학교 대학원 의약식품대학원 병원임상약학 석사
- 2011~2015: 중앙대학교 대학원 약물학 박사

## 경력
- 상지약국 대표약사
- 2000~2003: 강남구 약사회 여약사회장
- 한국여성단체협의회 여성정치참여위원회 위원
- 2006~2010: 한일의원연맹 간사장
- 2006~2010: 제7대 서울특별시의회 의원
  - 2007~2008: 제7대 서울특별시의회 여성특별위원회 위원장
  - 2007~2008: 제7대 서울특별시의회 보건복지위원회 부위원장
  - 2009~2010: 제7대 서울특별시의회 녹색성장지원특별위원회 위원장
- 2007.11~2010.11: 한나라당 전국여성지방의원협의회 공동대표
- 2009~2010: 서울특별시 도시계획위원회 위원
- 2010~2011: 한나라당 비상근부대변인
- 2010~2011: 한나라당 중앙위원회 부의장
- 2010.03~2013.02: 대한약사회 정책기획단 부단장
- 2010.11~2020.12: 해냄복지회 이사장
- 2010.11~2013.10: 한국여약사회 수석부회장
- 2011.07: 국민생활안보협회 공동대표
- 2011.09~2012.02: 한나라당 상임전국위원
- 2012.02~2013.08: 새누리당 상임전국위원회 위원
- 2013.02~2015.02: 대한약사회 정책단장
- 2013.07~2015.02: 한국여성단체협의회 여성정치참여위원장
- 2013.11~2016.11: 제9대 한국여약사회 회장
- 2014: 제6회 전국동시지방선거 새누리당 공천배심위원
- 2014.12~2016.12: 건강보험심사평가원 상임감사
- ~2015.06: 새누리당 정책위원회 정책자문위원
- 2017~2020.12: 국민통합 이사장
- 2018~2019: 자유한국당 서울특별시당 수석부위원장
- 2020.02~2020.09: 미래통합당 재정위원회 위원
- 2020.08~2020.09: 미래통합당 코로나19 대책특별위원회 위원
- 2020.09: 국민의힘 재정위원회 위원
- 2020.09: 국민의힘 코로나19 대책특별위원회 위원
- 2020.09: 국민의힘 호남 동행 국회의원 발대식 명예의원(전라남도 강진군)
- 2020.09: 국민의힘 국민통합위원회 위원
- 2020.10: 국민의힘 북한인권 및 탈북자‧납북자 위원회 고문
- 2020.11: 국민의힘 국제위원회 부위원장
- 2020.12: 국민의힘 장애인위원회 고문
- 2021.03~2021.04: 국민의힘 4·7재보궐선거 서울시장 보궐선거 선거대책위원회 정책특별본부 건강한서울본부장
- 2021.06: 국민의힘 코로나 백신 문제 해결을 위한 태스크 포스 위원
- 2021.07: 국민의힘 정책조정위원회 제5정조부위원장
- 2021.08~2021.09: 국민의힘 최재형 제20대 대통령 선거 예비후보 열린캠프 총괄본부 보건의료총괄본부장
- 2021.10~2021.11: 국민의힘 윤석열 제20대 대통령 선거 예비후보 국민캠프 정책본부 보건의료정책본부장
- 2021.12~2022.01: 국민의힘 선거대책위원회 중앙선거대책본부 정책총괄본부 민생회복정책추진단 보건의의료정책추진 본부장
- 2021.12~2022.01: 국민의힘 살리는 선거대책위원회 직능총괄본부 직능지원단 여성단체소통지원본부장
- 2022.01~2022.03: 국민의힘 제20대 대통령 선거 선거대책본부 직능본부 직능지원단 여성단체소통지원본부장
- 2022.01~2022.03: 국민의힘 제20대 대통령선거 정책본부 민생회복정책추진단 보건의의료정책추진 본부장
- 2022.06~2022.12: 국민의힘 혁신위원회 위원
- 2022.07~2022.12: 국민의힘 혁신위원회 당원이 중심 되는 정당 소위원회 위원
- 2022.12: 사단법인 훈민정음기념사업회 고문
- 2023.04~2024.04: 국민의힘 원내부대표
- 2023.04: 경북여고 재경동창회 회장
- 2023.05: 한국여성의정 이사
- 2023.06~2023.10: 국민의힘 소아·청소년과 의료대란 해소 TF 위원
- 2023.08: 국민의힘 경기도당 수석부위원장
- 대한민국 국회조찬기도회 총무
- 대한민국 국회조찬기도회 부회장
- 2024.03~2024.04: 제22대 총선 국민의힘 경기도당 선거대책위원회 선대부위원장
- 2025.05~2025.06: 제21대 대통령 선거 국민의힘 김문수 대통령 후보 직속 국민통합위원회 부위원장
- 2025.05~2025.06: 제21대 대통령 선거 국민의힘 김문수 대통령 후보 여성본부 상임고문

### 의정 활동
- 2020.05~2024.05: 제21대 국회의원(비례대표, 미래한국당→미래통합당→국민의힘, 초선)
  - 2020.07~2022.05: 제21대 국회 전반기 보건복지위원회 위원
  - 2020.07~2022.05: 제21대 국회 전반기 여성가족위원회 위원
  - 2020.07~2024.05: 국회 글로벌외교안보포럼 구성의원
  - 2020.07~2024.05: 국민통합포럼 구성의원
  - 2020.09: 제21대 국회 전반기 여성가족위원회 예산결산심사소위원회 위원
  - 2020.09: 제21대 국회 전반기 여성가족위원회 청원심사소위원회 위원
  - 2021.06~2022.05: 제21대 국회 전반기 보건복지위원회 청원심사소위원회 위원장
  - 2021.06~2022.05: 제21대 국회 전반기 보건복지위원회 제1법안심사소위원회 위원
  - 제21대 국회 전반기 여성가족위원회 법안심사소위원회 위원
  - 제21대 국회 전반기 여성가족위원회 청원심사소위원회 위원장
  - 2022.07~2024.05 제21대 국회 후반기 보건복지위원회 위원
    - 제21대 국회 후반기 보건복지위원회 제1법안심사소위원회 위원
    - 제21대 국회 후반기 보건복지위원회 예산결산심사소위원회 위원

  - 2022.07~2023.05: 제21대 국회 후반기 예산결산특별위원회 위원
  - 2023.02~2024.05: 제21대 국회 인구위기 특별위원회 위원
  - 2023.04~2024.05: 제21대 국회 후반기 국회운영위원회 위원

## 역대 선거 결과
|  | 79.62% |

|  | 33.84% |

## 같이 보기
- 대한민국 제21대 국회의원 선거 미래한국당 후보 목록#비례대표